# Morsetaste

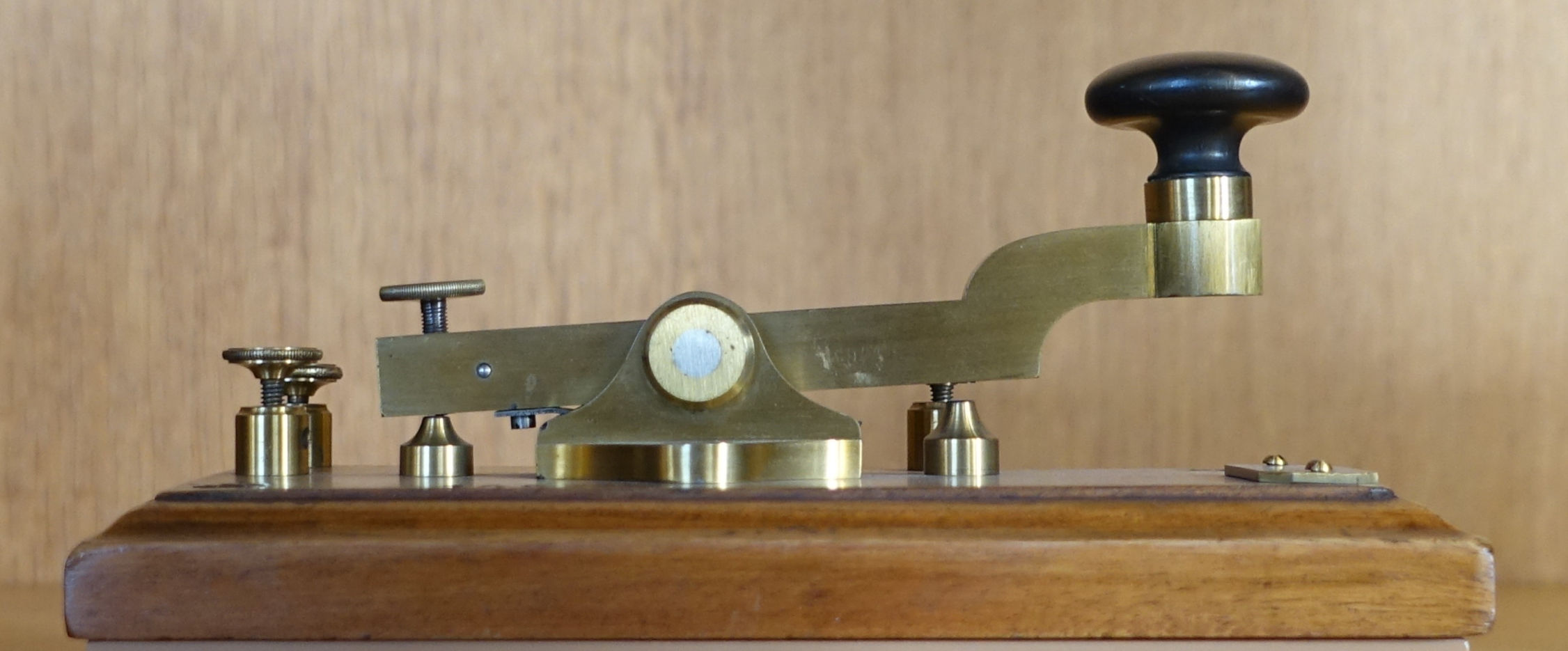
Klassische Morsetaste (1848)

Vereinfachte Darstellung

Eine Morsetaste dient zum Geben von Morsecode. Es gibt verschiedene Bauarten, die sich nach technischem Aufwand, manueller Gebetechnik und der maximal möglichen Gebegeschwindigkeit unterscheiden.

## Handtaste

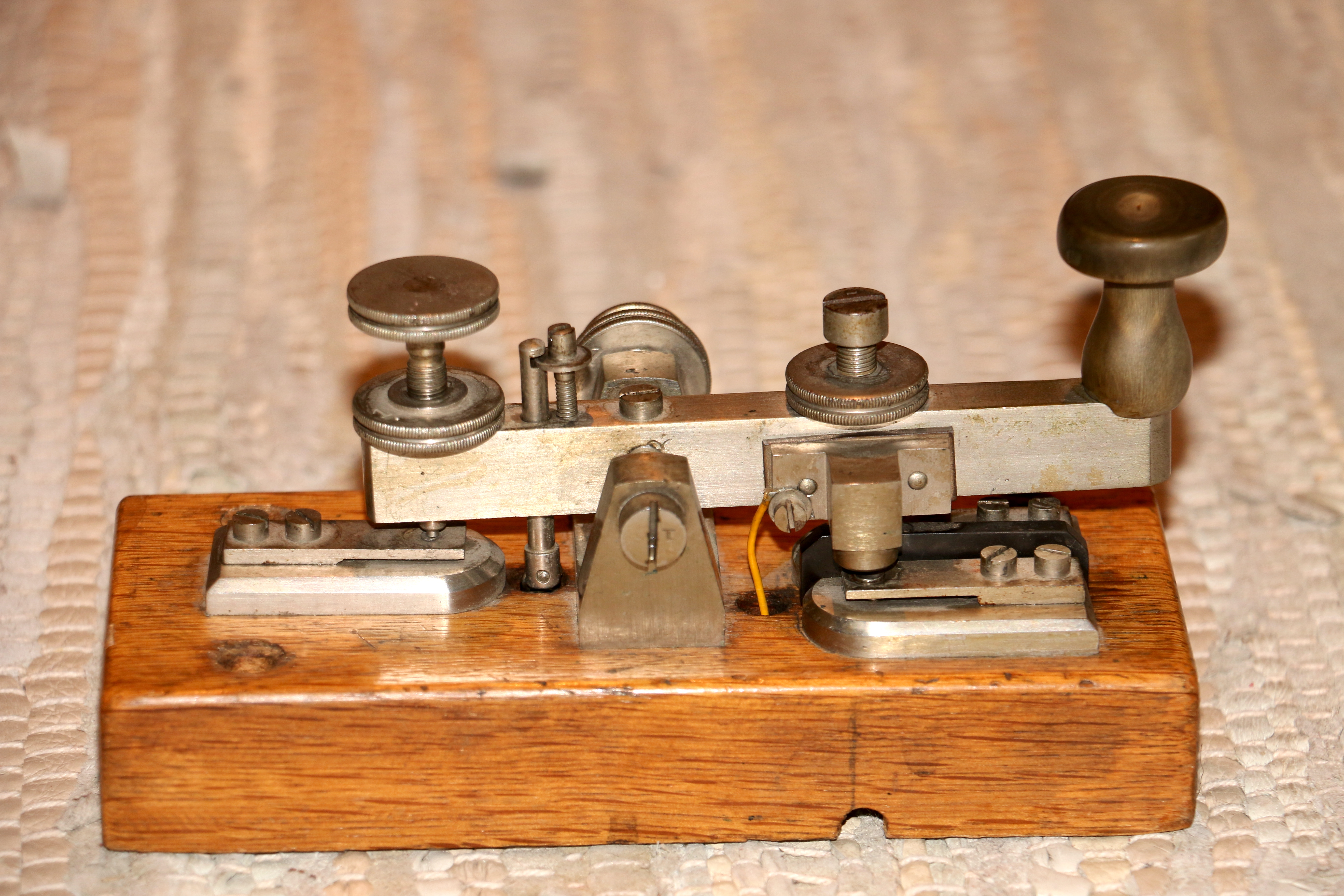
Morsetaste der Firma Gustav Hasler, Bern (ca. 1900). Diese Taste wurde bei den Schreibtelegrafen der Gotthardbahn eingesetzt.

Schaltzeichen

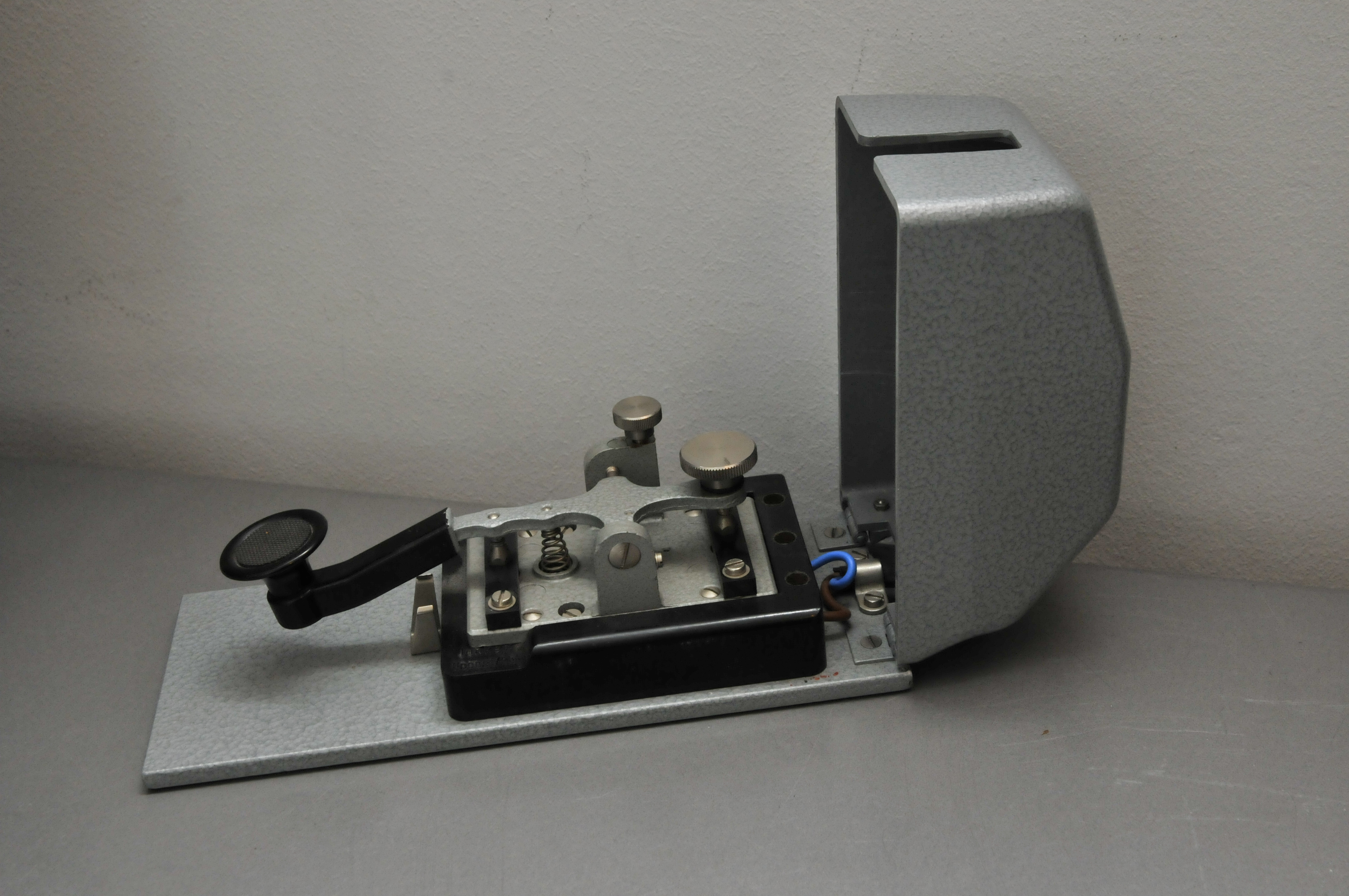
Junker-Morsetaste (1926–2014)

Die Handtaste ist die älteste Morsetaste und war seit der Erfindung der Telegrafie das wichtigste Handwerkszeug des Telegrafisten. Sie ist elektrisch gesehen ein Taster, genauer ein Schließer mit selbsttätigem Rückgang. Die ältesten Handtasten waren Hebel an Schreibtelegrafen. Mit ihnen wurde noch Gleichstrom getastet, der in Punkte und Striche auf Papierstreifen umgesetzt wurde.
Diese Tasten werden auch als „Hubtasten“ (englisch straight key) bezeichnet, denn im Gegensatz zu den weiter unten besprochenen Tasten erfolgt die Tastbewegung hier von oben nach unten (vertikal), während sie bei den moderneren Tasten, bei denen es sich ja eigentlich auch um „Handtasten“ handelt, mit horizontalen Bewegungen bedient werden.
In der Frühzeit der drahtlosen Morsetelegrafie seit etwa 1900 wurden Serien von Funken getastet (siehe Knallfunkensender), deren hochfrequenter Anteil mit Detektorempfängern in hörbare Signale umgesetzt wurden. Die Tasten dazu nannte man Telegrafieschlüssel.
In Deutschland verbreitete sich ab 1926 die von dem ehemaligen Kapitän zur See Joseph Junker patentierte Handtaste (Junker Morsetaste M.T.), die bis 2014 eine der wenigen noch hergestellten klassischen Morsetasten war (Bild). Ihr amerikanisches Pendant war die J‑38, die vor, während und nach dem Zweiten Weltkrieg in großer Stückzahl von den Streitkräften der Vereinigten Staaten eingesetzt wurde.
Der Federdruck sowie der Abstand zwischen den Kontakten der Handtaste sind verstellbar. Die mögliche Gebegeschwindigkeit ist relativ niedrig (etwa 80 bis 100 Buchstaben pro Minute, entsprechend 16 bis 20 WpM). Sie bleibt mit zunehmender Übung hinter der Lesegeschwindigkeit zurück. Die Tastung geschieht vertikal mit vier Fingern, die den Knopf am Tasthebel festhalten, wobei der Ellbogen auf dem Tisch ruhen und das Handgelenk sehr locker sein muss. Bei anhaltender Verkrampfung kann sich ähnlich wie beim Spiel auf Tasteninstrumenten eine Sehnenscheidenentzündung entwickeln. Ohne ausgeprägtes Rhythmusgefühl des Gebers ist die Verständlichkeit der Morsezeichen eingeschränkt. Andererseits ist bei Verwendung manueller Tasten ein persönlicher Stil des Funkers erkennbar.

## Sideswiper
Eine frühe Alternative zur traditionellen Hubtaste war der im Jahr 1888 von Jesse Bunnell entwickelte Sideswiper (deutsch „Seitenwischer“ oder „Seitenschläger“), häufig auch als Cootie („Laus“) bezeichnet (siehe auch: Foto unter Weblinks). Kennzeichnend war, dass die Bewegung hier nicht vertikal, sondern horizontal erfolgte. Dabei war es gleichwertig, den Hebel nach links oder nach rechts zu bewegen. In beiden Fällen wurde ein Kontakt geschlossen, der den Ton erzeugte. Wie auch bei den Hubtasten, war hier ebenso die Länge der Morsezeichen manuell zu bestimmen.
Die seitliche Bewegung ist physisch erheblich weniger anstrengend als die vertikale. Auch die mögliche Gebegeschwindigkeit ist hier größer.

## Halbautomatische Taste

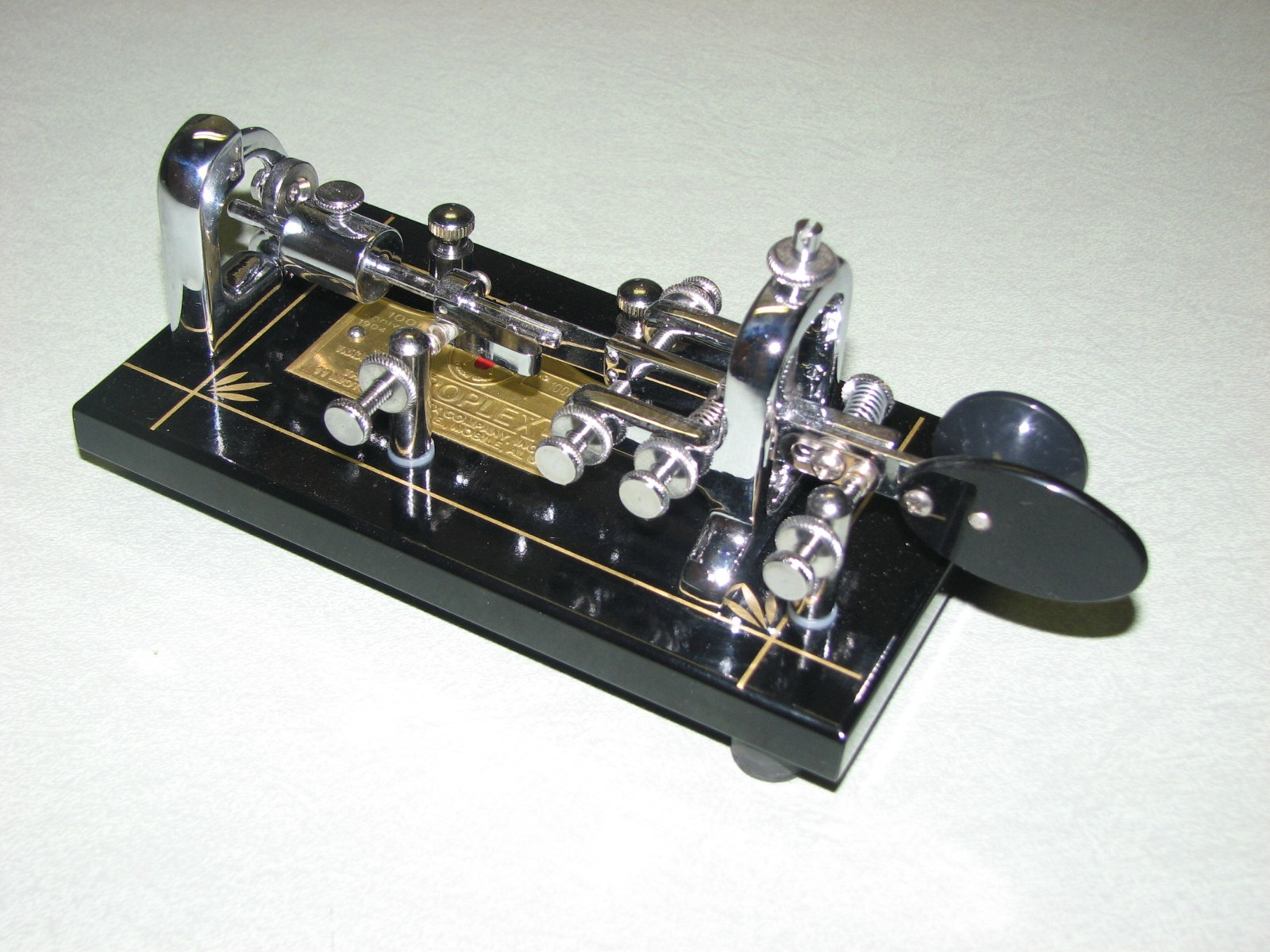
Halbautomatische Taste Vibroplex, auch genannt: bug.

Halbautomatische Tasten produzieren die „Punkte“ eines Morsezeichens quasi automatisch, bei mechanischen Tasten mit einer Schwingfeder. Die „Striche“ müssen manuell abgemessen werden. Die Tastung erfolgt, wie beim Sideswiper, auch hier bei den meisten Tasten horizontal (links-rechts mit Daumen und Zeigefinger). 
Zum Geben von Punkten wird die Taste mit dem Daumen der rechten Hand nach rechts gedrückt. Daraufhin „schlackert“ sie und erzeugt automatisch eine Folge von Punkten. Zum Geben von einem oder mehreren Strichen, wird sie nach links gedrückt, aber das Strichende muss hierbei manuell bestimmt werden. Im Gegensatz zu modernen Paddles (siehe unten) kann sie also nur Punktfolgen automatisch generieren, aber keine Strichfolgen.
Anlass zur Entwicklung der halbautomatischen Morsetaste war das Karpaltunnelsyndrom, das bei tausenden täglichen Auf-Ab-Bewegungen des Tastarms nach etwa 10 bis 15 Jahren zur Berufsunfähigkeit eines betroffenen Telegrafisten führte. Der um 1895 beste amerikanische Tastfunker, Horace G. Martin, merkte, dass er am Karpaltunnelsyndrom zu leiden begann, und entwickelte die halbautomatische Taste. Zunächst als elektromechanische Taste konzipiert, war sie wegen der sehr teuren zum Betrieb notwendigen Batterie kein Verkaufserfolg.
William O. Coffe beantragte 1904 ein Patent für den mechanischen bug.
Der unmittelbare Nachfolger dieser Taste, der erste Vibroplex-Geber, setzte sich binnen kürzester Zeit durch. Er ermöglichte nicht nur ein schnelleres Senden und damit einen höheren Verdienst (es wurden Worte pro Minute bezahlt), sondern auch ermüdungsfreieres Geben und eine deutliche Entlastung des Tastarms.
Horace Martin beantragte 1904 sein Patent für den Vibroplex, ab 1905 wurden die Tasten in Serie gebaut. Bis heute wird sein erstes Vibroplex-Modell „Original“ fast unverändert gebaut. Dankenswerterweise hat Horace Martin die meisten seiner Tasten konsequent durchnummeriert, sodass auch heute noch recht genau ermittelt werden kann, wann welche Taste gebaut wurde. Der früheste bekannte erhaltene Vibroplex trägt die Seriennummer 7.
Schon vor der Zeit, als der Halbautomat auf den Markt kam, nannte man in den USA einen schlechten Telegrafisten einen bug (Wanze, Käfer). Da damalige Telegrafisten mit den neuen Vibroplex-Tasten anfangs unsauber sendeten, wurde der Name bug schnell auf die Taste übertragen. Vibroplex führte dann den Käfer ab etwa 1920 erst auf Aufklebern, dann auch auf seinem „neuen“ messingfarbenen Label als Markenzeichen ein.
Es wurden auch Tasten entwickelt, die nicht nur den Punkt, sondern auch den Strich des Morsezeichens mit Hilfe einer Feder „automatisch“ erzeugten (nach der Erfindung von Melvin E. Hanson, hergestellt von Melehan Radio). Allerdings geschah dies zu einer Zeit, als die ersten elektronischen Geber auf den Markt kamen.
Heute stellen nur noch einige wenige Firmen halbautomatische Morsetasten her. GHD aus Japan ist heute technisch führend und baut neben Handtasten und „Halbautomaten“ auch einen „Vollautomaten“. Die Bezeichnung bug wurde später auf automatische Tasten mit elektronischer Strich- und Punkterzeugung übertragen in der Form: Elbug (von Electronic bug).

## Automatische Taste

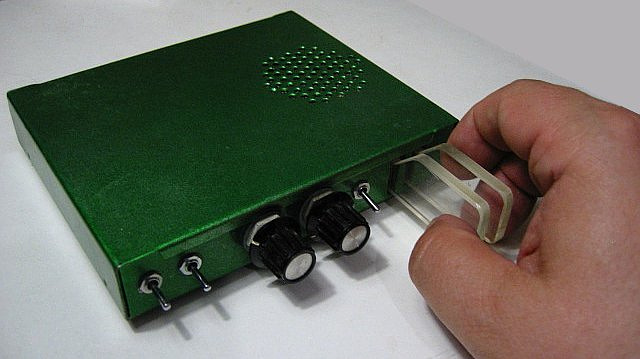
Selbstbau-Squeeze-Taste mit zwei Hebeln (1972)

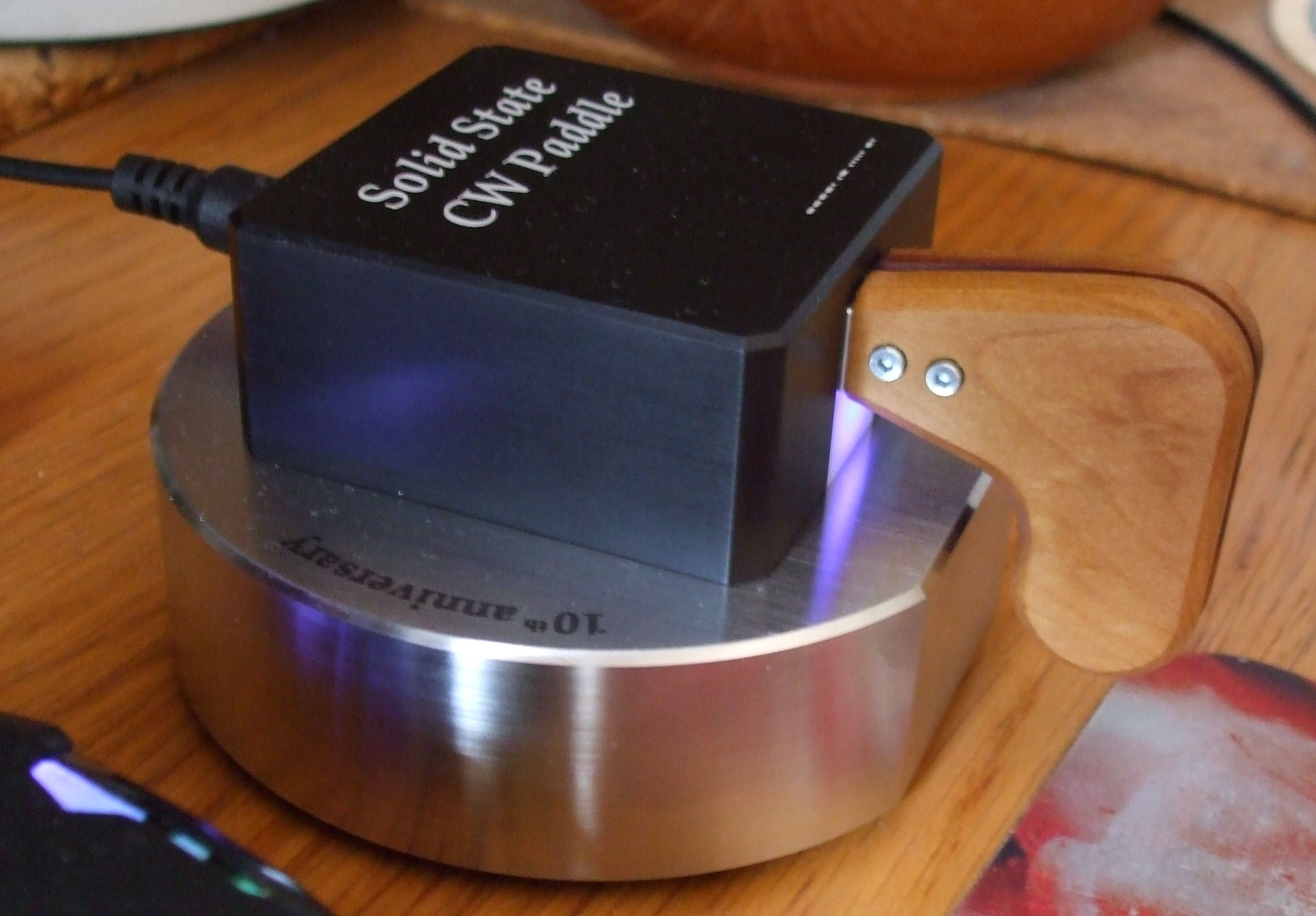
Elektronische Morsetaste, ebenfalls mit zwei Hebeln (2023)

Automatische Tasten (Wabbler, auch Elbug genannt, von Electronic bug, mit ein oder zwei Hebeln, auch als Morse paddle oder CW paddle bezeichnet) produzieren automatisch sowohl Folgen von Punkten als auch von Strichen mit immer korrekter Länge. Die Tastung erfolgt ebenfalls horizontal. Die erreichbare Gebegeschwindigkeit ist wesentlich höher als bei der Hubtaste. Mit der Squeeze-Technik („quetschen“) lässt sich die Geschwindigkeit noch weiter steigern: Beim Zusammendrücken beider Hebel werden abwechselnd Punkte und Striche gegeben. Durch geschicktes Ausnutzen dieses Verhaltens verringert sich die Anzahl der nötigen Fingerbewegungen.
Inzwischen gibt es Tasten (Solid State CW Paddle), die ohne mechanische Schalter auskommen und stattdessen Piezokeramiken einsetzen. Sie reagieren auf Berührung und arbeiten bewegungs- und geräuschlos, ohne das gewohnte „Klackern“. Hierbei entfällt auch jegliche Feinjustierung durch Rändelschrauben oder ähnlichem, wie sie bei vielen mechanischen Tasten erforderlich ist.
Die Steuerelektroniken für automatische Tasten sind entweder in das Gehäuse der Taste integriert oder schon in das Funkgerät eingebaut. Eine weitere Möglichkeit ohne Steuerelektronik ist der Anschluss der Taste, in Reihe mit einer Spannungsquelle, an eine serielle Computerschnittstelle. Ein Computerprogramm erzeugt dann die Punkte und Striche, mit denen das Funkgerät – wiederum über die serielle Schnittstelle oder USB – angesteuert wird.

## Softwarelösungen
Morsesignale können auch mit Hilfe von Computerprogrammen erzeugt werden, die den über eine Tastatur eingegebenen Text als Morsezeichen kodieren. Dies hat mit dem ursprünglichen Geben vom Morsezeichen nur den Code gemein. Es wird von vielen Funkern abgelehnt.

## Moderne Anwendungen
Mit Softwarelösungen für die Dekodierung von Morsezeichen können Morsetasten die Standard-Tastatur von Computern ersetzen. Körperbehinderte sind damit in der Lage, Computer (und darüber zum Beispiel auch Amateurfunkanlagen) selbständig zu bedienen. Gegebenenfalls dienen hierzu auch Spezialtasten oder Körpersensoren.

### Videos
- Video (1′48″) zeigt das Geben von Morsezeichen mit einer traditionellen Hubtaste und (ab 0′35″) mit einer Cootie
- Video (2′22″) dito mit einem Bug (englisch)
- Video (5′35″) Squeeze-Technik mit einem Paddle erläutert von DL2YMR
- Video (5′31″) Geschichte der Morsetasten (englisch)
- Video (71′58″) eines Vortrags von Tom Perera (W1TP): The History and Current Values of Telegraph Keys. 2023 (englisch).

### Fotos
- Morsetaste von 1844
- Sammlung deutscher Morsetasten
- Sammlung eher exotischer Morsetasten
- Foto eines Sideswipers
- Fotodokumentation einer polnischen Morsetaste mit Federgelenk